# رينو جيرارد
رينو جيرارد (بالفرنسية: Renaud Girard)‏ هو صحفي فرنسي، ولد في 25 مايو 1955 في نيويورك في الولايات المتحدة.